# フィローン・ジャラリーイ
フィローン・ジャラリーイ（ウクライナ語: Филон Джалалій, 生年不詳 - 1659年）は、ウクライナ・コサックの司令官。コサック国家のイーチニャ連隊（1648年 - 1649年）、チェルカースィ連隊の連隊長（? - 1659年）、任命ヘーチマン（1651年）を務め、外交の分野でも活動した。姓はジェラリーイ（ウクライナ語: Джелалій）、ジェジャリーイ（ウクライナ語: Джеджалій）、ジュラーイ（ウクライナ語: Джулай）とも書くことがある。

## 生涯
キリスト教に改宗してポーランド・リトアニア共和国の貴族となったクリム・タタール人の子孫で、登録コサックのペレヤースラウ連隊で百人隊長を務めていた。
1648年4月、フメリニツキーの乱の最初の合戦となったジョーウチ・ヴォーディの戦いの際に、チェルカースィ連隊百人隊長のボフダン・トウプィーハと共に、登録コサックを反乱軍に寝返らせ、ボフダン・フメリニツキーの側近となった。その後、1648年のコールスニの戦い、プィリャーウツィの戦い、翌年のズボーリウの戦いなどに参陣した。
1648年10月にはフメリニツキーの使者としてオスマン帝国へ赴き、ポーランド・リトアニアからの離脱、並びに皇帝メフメト4世によるコサックの保護についての交渉を行った。11月にオスマン帝国はコサックの要求に受け、コサック国家を帝国の保護下に置く準備を進めた。1650年9月にコサックの大使としてモルダヴィアのヴォイヴォダであったヴァシーレ・ルプの下も訪れ、コサック国家とモルダヴィアとの同盟と、ルクサンドラ・ルプとティモフィーイ・フメリニツキーの結婚を成立させた。
1651年、ベレステーチコの戦いの時にジャラリーイは任命ヘーチマンを務め、大オサヴールとなった。1659年にロシアのコサック国家への侵略を防いだが、コノトプの戦いで戦死した。